# Szefaram
Szefaram (hebr. שפרעם; arab. شفا عمر, Szafa Amr; ang. Shfar’am) – miasto położone w Dystrykcie Północnym w Izraelu.

## Położenie
Miasto Szefaram jest położone na wysokości 70 metrów n.p.m. w Zachodniej Galilei. Leży wśród wzgórz oddzielających Dolinę Bejt Netofa od równiny przybrzeżnej Izraela. Samo miasto rozciąga się siedmiu wzgórzach, dzięki czemu nazwano je „małym Rzymem”. Na południe od miasta wznosi się wzgórze Har Charbi (208 m n.p.m.), na skraju północnym jest Har Szifron (212 m n.p.m.), a na wschodzie jest wzgórze Har Hannaton (334 m n.p.m.). Okoliczny teren opada w kierunku północno-zachodnim ku wybrzeżu Morza Śródziemnego. W jego otoczeniu znajduje się miasto Kirjat Atta, miasteczka I’billin i Bir al-Maksur, kibuc Afek, wieś komunalna Adi, oraz wioski arabskie Dumajda, Ras al-Ajn i Chawalid.

### Podział administracyjny
Szefaram jest położone w Poddystrykcie Akki, w Dystrykcie Północnym.

## Demografia
Zgodnie z danymi Izraelskiego Centrum Danych Statystycznych w 2011 roku w Szefaram żyło 37,7 tys. mieszkańców, z czego 60,1% Arabowie muzułmanie, 25,3% Arabowie chrześcijanie i 14,6% Druzów. Wskaźnik wzrostu populacji w 2011 roku wyniósł 2,2%. Zgodnie z danymi Centralnego Biura Statystyki średnie wynagrodzenie pracowników w Szefaram w 2009 roku wynosiło 4895 ILS (średnia krajowa 7070 ILS).
| Wiek (w latach) | Procent populacji w % |
| --------------- | --------------------- |
| 0 – 4           | 9,8                   |
| 5 – 9           | 11,5                  |
| 10 – 14         | 11,4                  |
| 15 – 19         | 10,0                  |
| 20 – 29         | 14,2                  |
| 30 – 44         | 21,5                  |
| 45 – 59         | 14,1                  |
| 60 – 64         | 2,1                   |
| 65 –            | 5,3                   |

Źródło danych: Central Bureau of Statistics.

## Historia

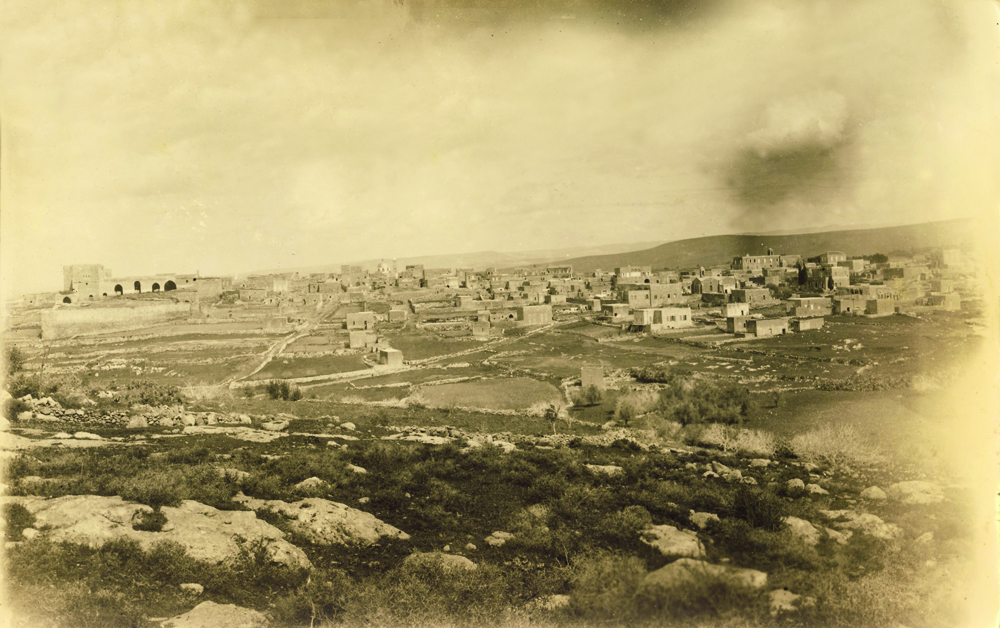
Widok miasta Szefaram w 1910 r.

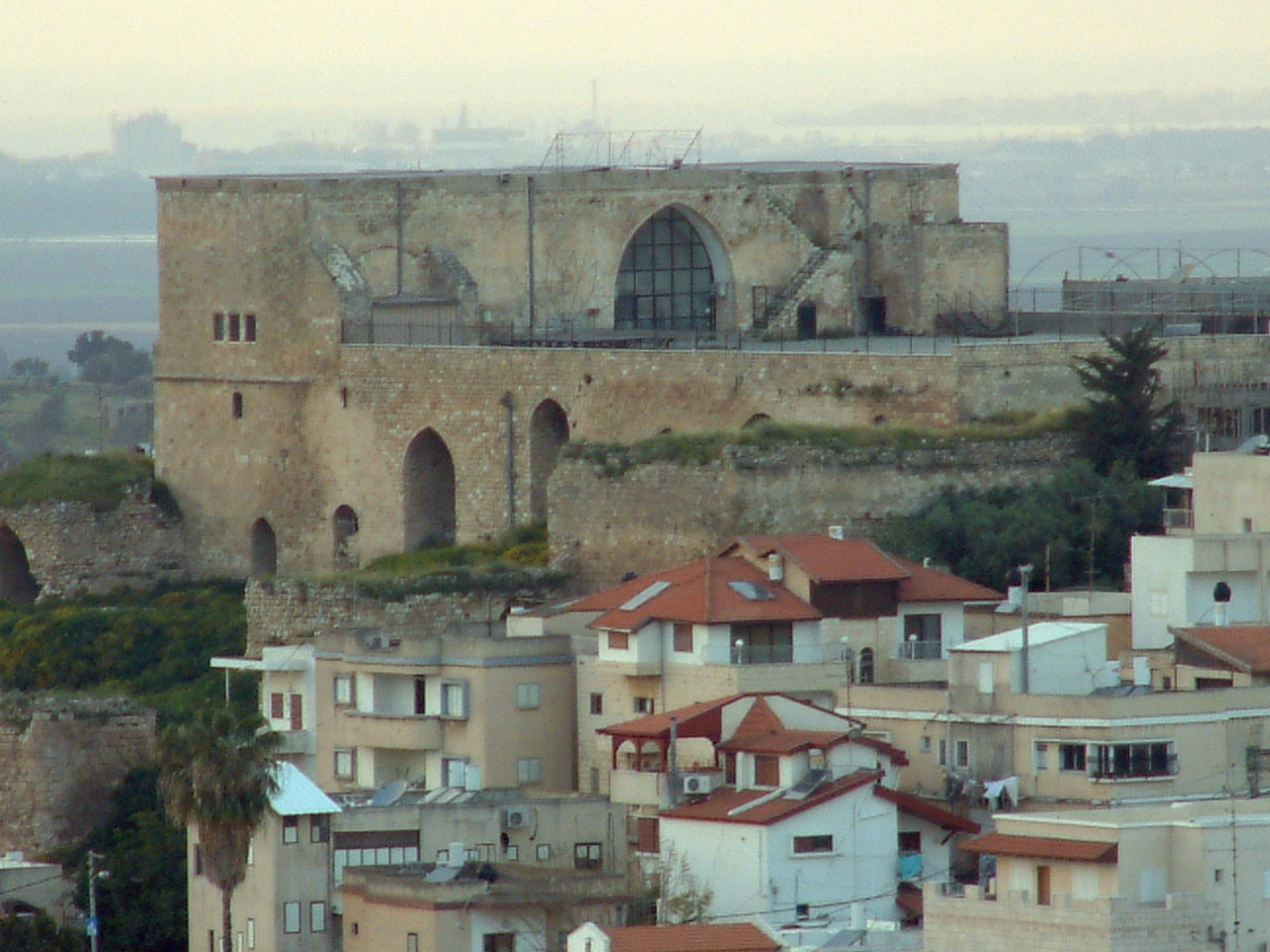
Średniowieczna twierdza w Szefaram

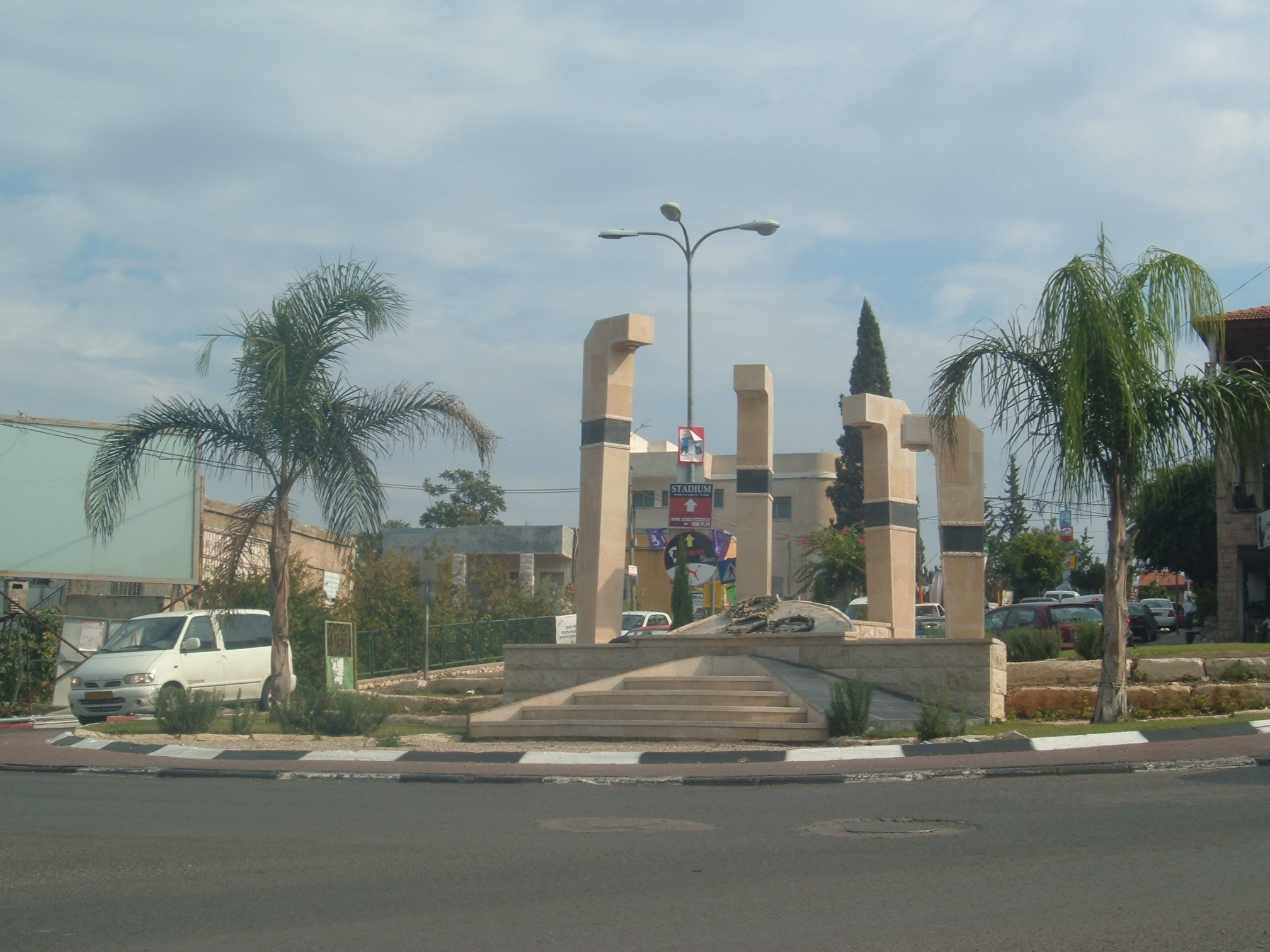
Pomnik upamiętniający zamach terrorystyczny w Szefaram w 2005

Wykopaliska archeologiczne potwierdzają starożytną historię tego miasta. Prawdopodobnie pierwszymi mieszkańcami osady byli Kananejczycy. Tutejsze osadnictwo żydowskie jest wspomniane w I wieku przez Talmud i Misznę. Poświadczają to starożytne groby żydowskie. W okresie wojny żydowskiej 66–73 Szefaram było jednym z największych miast żydowskich w Galilei. Po zniszczeniu w 70 roku Świątyni Jerozolimskiej schroniło się tutaj wielu żydowskich uciekinierów. W II wieku miasto było siedzibą Sanhedrynu. W kolejnych latach populacja stała się mieszanką społeczności żydowskiej, chrześcijańskiej i muzułmańskiej. Fakt istnienia w IV wieku kościoła dowodzi obecności chrześcijańskiej społeczności. Gdy później kontrolę nad Palestyną przejęli Arabowie, do mieszkańców Szefaram dołączyli muzułmanie. W okresie podbojów krzyżowców do miasta przybyli Druzowie. Krzyżowcy nazwali miasto Sefran i na jednym ze wzgórz wybudowali zamek obronny Le Saffran. W XV wieku osiedlili się tutaj Żydzi sefardyjscy. Dane pochodzące z 1525 roku mówią o trzech rodzinach żydowskich żyjących w mieście. Ich liczba w ciągu 10 lat wzrosła do dziesięciu rodzin. W XVII wieku wybudowali oni własną synagogę. W 1761 roku beduiński szejk pochodzący z Tyberiady, Dhaher al-Omar zbuntował się przeciwko Osmanom. Zdobył on Szefaram, a następnie zmienił jego nazwę na swoją cześć. Po zdobyciu Akki stała się ona jego głównym miastem. Akka przeżyła wówczas znaczne ożywienie gospodarcze, związane głównie z eksportem do Francji bawełny. Swojego syna Otmana uczynił gubernatorem miasta Szefaram. Za jego rządów, w 1770 roku wybudowano w mieście cztery mosty i nowy zamek (na ruinach dawnej twierdzy krzyżowców). Gdy Turcy odzyskali te ziemie, ustanowili Szefaram stolicą administracyjną regionu, który obejmował 28 miast. Francuski podróżnik Victor Guérin opisuje pod koniec XIX wieku populację miasta w następujący sposób: 1500 chrześcijan, 400 muzułmanów, 300 druzów i 80 Żydów. W sumie w mieście mieszkało około 2500 osób.
W wyniku I wojny światowej w 1918 roku cała Palestyna przeszła pod panowanie Brytyjczyków. Już podczas wojny Żydzi zaczęli wyjeżdżać z miasta. Powodem były trudności ekonomiczne oraz pogarszające się stosunki z ludnością arabską. Ostatni Żyd opuścił miasto w 1920 roku. W tym samym roku podjęto decyzję o utworzeniu Brytyjskiego Mandatu Palestyny (oficjalnie powstał w 1922 r.). Brytyjczycy uczynili z Szfar’am samorząd lokalny regionu. Przyjęta 29 listopada 1947 roku Rezolucja Zgromadzenia Ogólnego ONZ nr 181 w sprawie podziału Palestyny przyznawała miasto Szefaram państwu arabskiemu. Podczas wojny domowej w Mandacie Palestyny na początku 1948 roku do miasta wkroczyły siły Arabskiej Armii Wyzwoleńczej, które paraliżowały żydowską komunikację w całym obszarze Zachodniej Galilei. Podczas I wojny izraelsko-arabskiej Izraelczycy przeprowadzili w tym rejonie operację „Dekel”, i 16 lipca 1948 roku zajęli Szefaram. W przeciwieństwie do wielu arabskich wiosek w Galilei, Izraelczycy nie wysiedlili jej mieszkańców. Dzięki temu Szefaram zachowało swój arabski charakter. Od 1975 roku burmistrz Szefaram przewodniczył Komitetowi Arabskich Burmistrzów w Izraelu.
W maju 2004 roku doszło do poważnego konfliktu między społecznością chrześcijańską a druzyjską w Szefaram. Jego zarzewiem był zabójstwo jednego z mieszkańców miasta. Po tym wydarzeniu prawie całe miasto zajęły zamieszki, w wyniku których doszło do licznych podpaleń, rabunków i pobić. Kilkakrotnie musiała interweniować policja. Końcowe pojednanie nastąpiło 27 lutego 2009 roku, kiedy przywódcy obu społeczności podpisali umowę pojednania (sulha). Rodzina zabójcy wypłaciła wówczas odszkodowanie rodzinie zamordowanego. W dniu 4 sierpnia 2005 roku izraelski żołnierz Eden Natan-Zada otworzył ogień do pasażerów jadących w autobusie w Szefaram. Zamachowiec zabił 4 Arabów, a 22 osoby ranił. Żołnierz nie stawiał oporu i pozwolił się aresztować, jednak tłum Arabów pobił go i ukamienował na śmierć. W następstwie 12 osób zostało oskarżonych o lincz, a 7 osób oskarżono o zabójstwo.

### Nazwa
Oryginalna nazwa miasta pochodzi od hebrajskiego słowa szofar (hebr. שופר) oznaczającego barani róg. W nazwie Szefaram zostało ono połączone ze słowem am (naród). Razem oznacza „Szofar Narodu”. Uważa się, że nazwa miasta nawiązuje do okresu, gdy miasto było siedzibą Sanhedrynu - był on uznawany za „róg narodu” (szofar). Alternatywnie, nazwa może wywodzić się od literackiego znaczenia słowa szefer, tłumaczonego jako „piękna” lub „dobra”. W tym tłumaczeniu nazwa miasta brzmiała by „Piękno Ludzi” lub „Piękno Narodu”. Wiele wieków później zmieniono nazwę na arabską Szafā ʻAmr, oznaczającą Zdrowie ʻAmra. Odnosi się ona do lokalnej legendy, według której Amr Ibn al-As został uzdrowiony po wypiciu wody z tutejszej studni. Jego żołnierze, gdy zobaczyli go uzdrowionego, krzyczeli „szofija Amr”, co oznacza „Amr uzdrowiony”. W okresie panowania Mameluków słowa te przyjęto jako nazwę miasta.

## Symbole
Centralne miejsce herbu miasta zajmuje wizerunek fortu Zahira al-Umara, który został wzniesiony na ruinach dawnej twierdzy krzyżowców. Poniżej widnieje anzwa miasta napisana w języku hebrajskim, arabskim i angielskim. Oficjalna flaga miasta jest w kolorze białym, z niebieskim herbem pośrodku.

## Polityka
Urząd miejski Szefaram znajduje się przy ulicy Tawfiq Ziad na Starym Mieście. Burmistrzem jest Nahid Chazim.

## Architektura

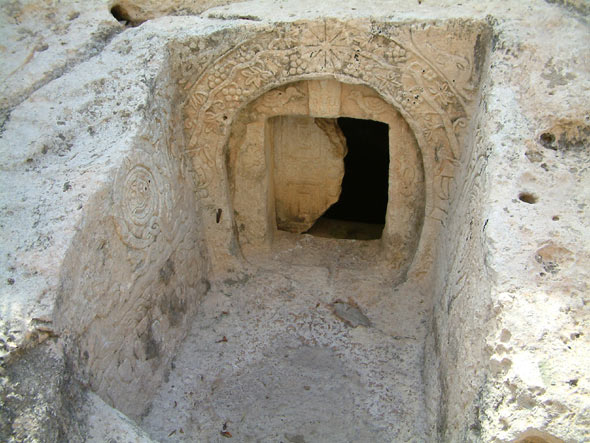
Bizantyjskie groby w Szefaram

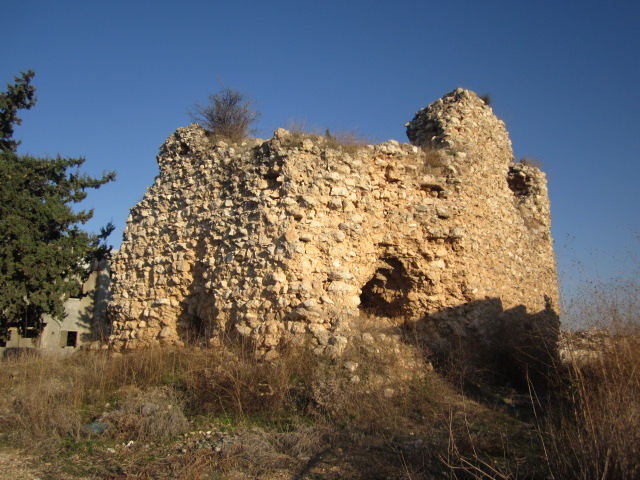
Pozostałości wieży obronnej zamku krzyżowców w Szefaram

Miasto posiada typową arabską architekturę, charakteryzującą się ciasną zabudową i wąskimi, krętymi uliczkami. Zabudowa powstawała bardzo chaotycznie, bez zachowania jakiegokolwiek wspólnego stylu architektonicznego. W centrum znajduje się Stare Miasto. Wokół położone są osiedla: al-Ajn, al-Hajj al-Achdar, al-Midan, Ajn Afija, Chalat Nasim, al-Karak, Ajrusz, al-Burdż i Szchkunat Hajalim.

### Zabytki
Najważniejszym zabytkiem Szefaram jest fort Dhaher al-Omara. Został on wybudowany w 1760 roku na ruinach dawnej twierdzy krzyżowców, w celu obrony wejścia do Galilei. Pierwsze piętro fortu służyło jako magazyny i stajnie dla koni, natomiast na drugim piętrze były pomieszczenia mieszkalne. Po powstaniu państwa Izrael, fort służył jako posterunek policji. Po wybudowaniu nowego posterunku, fort odremontowano. W południowej części miasta zachowały się pozostałości fortyfikacji obronnych miasta. Jest to jedna wieża starego zamku krzyżowców. W pobliżu fortu można zwiedzić bizantyjskie grobowce z V i VI wieku. Wejścia do grobowców są udekorowane rzeźbami lwów i greckimi napisami. Z obiektów chrześcijańskich w mieście znajduje się klasztor Nazaretanek (z IV wieku) oraz kościół św. Piotra i św. Pawła. Tuż obok stoi stary meczet Ali Ibn Abi Talib. Dużą atrakcją jest tutejsza synagoga, którą odnowiono w 2006 roku. W pobliżu jest starożytny cmentarz żydowski.

## Kultura
W mieście działa centrum kultury arabskiej, teatr i biblioteka miejska.

## Edukacja i nauka
W Szefaram znajdują się 22 szkoły, w tym 14 szkół podstawowych. Wśród nich są trzy szkoły katolickie i Amal College. W 2010 roku uczyło się w nich 9,6 tys. uczniów, w tym 5,4 tys. w szkołach podstawowych. Średnia uczniów w klasie wynosiła 29. W mieście jest także konserwatorium muzyczne Beit al-Musica.

## Turystyka
Wśród tutejszych atrakcji turystycznych znajduje się turecka fort Dhaher al-Omara, stare meczety, kościoły i synagoga, oraz obiekty dziedzictwa żydowskiego i druzyjskiego. Sercem Starego Miasta Szefaram był rynek, znajdujący się w środkowej części miasta. W przeszłości w jego otoczeniu były zlokalizowane liczne restauracje, sklepy i warsztaty rzemieślnicze, nadając temu miejscu niepowtarzalny klimat. Obecnie przy rynku istnieje tylko jedna kawiarnia, w której codziennie zbierają się starsi ludzie na tradycyjne picie arabskiej kawy. Władze miejskie planują szereg przedsięwzięć mających na celu rewitalizację Starego Rynku i uczynienie z niego atrakcji turystycznej.

## Religia
Ludność miasta składa się z wielobarwnej mozaiki religijnej mniejszości druzyjskiej i chrześcijańskiej, z muzułmańską większością. Tutejsze obiekty religijne zostały w większości wymienione w rozdziale Zabytki. W centrum miasta stoi rzymskokatolicki klasztor Nazaretanek, wzniesiony na ruinach kościoła św. Jakuba z IV wieku. Blisko fortu stoi kościół św. Piotra i św. Pawła, z dużą purpurową kopułą i wysoką wieżą. Jest to główny kościół społeczności greko-prawosławnej. Głównym meczetem miejskim jest meczet Ali Ibn Abi Talib, nazywany także Starym Meczetem. Jest tu także meczet Omar bin al'As.

## Sport i rekreacja
W północno-zachodniej części miasta jest stadion piłkarski. W mieście działa klub Hapoel Szefaram, który posiada kilkanaście różnych sekcji sportowych - m.in. piłki nożnej, siatkówki i koszykówki.

## Gospodarka
Lokalna gospodarka opiera się na handlu i rzemiośle. Wielu mieszkańców dojeżdża do pracy w pobliskich strefach przemysłowych.

## Infrastruktura
Remiza straży pożarnej znajduje się w północno-zachodniej części miasta.

## Transport
Z miasta wyjeżdża się na południe na drogę ekspresową nr 79, którą jadąc na wschód dojeżdża się do miasteczka Bir al-Maksur, lub jadąc na zachód dojeżdża się do węzła drogowego z drogą ekspresową nr 70 i dalej do miasta Kirjat Bialik. Z miasta można również wyjechać w kierunku północnym lub północno-zachodnim na drogę nr 781, którą jadąc na wschód dojeżdża się do miasteczka Ibillin, lub jadąc na zachód dojeżdża się do drogi ekspresowej nr 70 i dalej do miasta Kirjat Atta. Lokalna droga prowadzi na południe do wsi Adi.